# Municipio de Piney (condado de Pulaski)
El municipio de Piney (en inglés: Piney Township) es un municipio ubicado en el condado de Pulaski en el estado estadounidense de Misuri. En el año 2010 tenía una población de 355 habitantes y una densidad poblacional de 2,11 personas por km².

## Geografía
El municipio de Piney se encuentra ubicado en las coordenadas 37°39′41″N 92°5′23″O / 37.66139, -92.08972. Según la Oficina del Censo de los Estados Unidos, el municipio tiene una superficie total de 168.51 km², de la cual 167,18 km² corresponden a tierra firme y (0,79 %) 1,33 km² es agua.

## Demografía
Según el censo de 2010, había 355 personas residiendo en el municipio de Piney. La densidad de población era de 2,11 hab./km². De los 355 habitantes, el municipio de Piney estaba compuesto por el 90,99 % blancos, el 5,07 % eran afroamericanos, el 0,28 % eran amerindios, el 0,56 % eran asiáticos y el 3,1 % eran de una mezcla de razas. Del total de la población el 4,51 % eran hispanos o latinos de cualquier raza.